# Erol Bulut
Erol Bulut (Bad Schwalbach, 30 de janeiro de 1975) é um técnico de futebol e ex-futebolista turco nascido na Alemanha que atuava como lateral-esquerdo. Atualmente está sem clube.

## Carreira de jogador
Após jogar na base de TuS Hahn, SpVgg Eltville e SG 01 Hoechst, Bulut se profissionalizou no Eintracht Frankfurt em 1992. Em suas 2 passagens pelo clube, disputou poucos jogos (foram apenas 16 no total).
Sua melhor fase na carreira foi no Fenerbahçe, onde foi campeão nacional na temporada 1995–96. Ele ainda jogaria por Trabzonspor, Adanaspor (ambos por empréstimo do Eintracht Frankfurt), Panionios (Grécia) e Bursaspor até 2004, quando voltou ao futebol alemão para uma curta passagem pelo Munique 1860.
Em 2005, foi contratado pelo Olympiacos, onde atuaria por 2 anos e conquistaria 2 Campeonatos Gregos e uma Copa da Grécia. Em 2007, chegou a testes por Stoke City, Rangers e Newcastle United., mas não assinou com nenhum dos 3 clubes.
No final da carreira, defendeu também Metallurh Donetsk, Olympiakos Volou, OFI e Veria, sua última equipe como atleta profissional.

## Carreira internacional
Nascido em Bad Schwalbach, Bulut jogou 18 partidas pela seleção Sub-21 da Turquia, entre 1994 e 1997. Ele ainda chegou o disputar a Campeonato Europeu de Futsal em 2007

## Carreira de treinador
Em outubro de 2012, 3 meses depois da aposentadoria dos gramados, iniciou a carreira de auxiliar-técnico no Kartalspor, onde ficou até janeiro de 2013. Exerceu a mesma função no Yeni Malatyaspor, Elazığspor e İstanbul Başakşehir, voltando ao Malatyaspor em 2017 para sua primeira experiência como treinador, permanecendo no cargo até 2019, quando assumiu o comando técnico do Alanyaspor, ajudando os Şimşekler a terminar em quinto lugar na Süper Lig e chegando até a semifinal da Copa da Turquia.
Em agosto de 2020, foi anunciado como novo técnico do Fenerbahçe, comandando os Sarı Kanaryalar por 34 jogos. Em maio de 2021, assumiu o Gaziantep, onde permaneceria por 1 ano e 8 meses.
Em junho de 2023, Bulut foi contratado pelo Cardiff City, clube da EFL Championship, onde venceu 3 dérbis contra o Swansea City. Embora tivesse renovado com os Dragões por mais 2 anos, foi demitido em setembro de 2024, após conquistar apenas 1 ponto em 6 jogos.

## Títulos
Fenerbahçe
- Campeonato Turco: 1995–96
- Atatürk Cup: 1998

Olympiacos
- Campeonato Grego: 2005–06, 2006–07
- Copa da Grécia:  2005–06

Olympiacos Volos
- Campeonato Grego de Futebol – Segunda Divisão: 2009–10